# 斯里卡库兰农民起义
斯里卡库兰农民起义（英語：Srikakulam peasant uprising）是1967年至1970年印度安得拉邦斯里卡库兰县的农民武装叛乱，受纳萨尔巴里起义激励。

## 背景
自1950年代初以来，在两名学校教师Vempatapu Satyanarayana和Adibhatla Kailasam的领导下，共产主义者在斯里卡库兰的部落地区获得了群众基础。Subbarao Panigrahi的歌曲和诗歌也影响很深。在印度共产党的内部辩论和危机之后，发生了纳萨尔巴里起义。起义的领导层与新组建的共产主义革命者全印度协调委员会（后来改组为印度共产党（马列））保持一致。

## 始末
1967年10月31日，两名与共产主义者有关联的人，Koranna和Manganna，在莱维季村（Levidi Village）被地主杀害，而两人将出席Girijan Samagam大会（Girijan Samagam Conference）。为了报复，阿迪瓦西开始抢夺地主的土地、财产和粮食。这些活动蔓延到不同的村庄，使当地警方瘫痪了六个月，直到政府派出更多的警察。领导层开始通过组建农民游击队和更系统的反抗组织来发动大规模动乱。
1968年11月25日，250名部落农民突击搜查一家地主房屋，抢走了一大堆粮食，占有价值2万卢比的物品，烧毁了许多文件。12月20日，贝莱尔古达村（Belereguda village）的由500名部落农民组成的游击队对500名警察发动突然袭击。
到1969年，农民游击队的活动随着行动的增加而增加。政府派出12000名中央后备警察部队人员镇压起义。激烈的战争持续了6个月。到1970年1月，共有120名中央后备警察部队成员被杀。但起义很快就迅速衰落。领导层受到伤亡，起义面临严重损失。
对起义的回忆仍然对今日的纳萨尔派和印度共产党（马列）的分裂派别有一定影响。

## 影响
- 革命作家协会（VIRASAM (Viplava Rachayithala Sangam) 或Revolutionary Writer's Association）建立。[3]
- Jana Natya Mandali由艺术家建立，包括著名电影制作人如Narasinga Rao。
- 进步民主学生联盟（Progressive Democratic Students Union）于海得拉巴奥斯马尼亚大学（英语：Osmania University）建立，以纪念乔治·雷迪（George Reddy）。[4]

## 延伸阅读
- http://www.indiastudychannel.com/resources/150006-Armed-Struggle-Andhra-Pradesh-Greatest.aspx （页面存档备份，存于）
- Guruswamy, Mohan.  (PDF). 2010  [2018-05-01]. （原始内容存档 (PDF)于2016-12-21）.